# Марпинген
Марпинген (њем. Marpingen) општина је у њемачкој савезној држави Сарланд. Једно је од 8 општинских средишта округа Санкт Вендел. Према процјени из 2010. у општини је живјело 10.983 становника. Посједује регионалну шифру (AGS) 10046112.

## Географски и демографски подаци
Марпинген се налази у савезној држави Сарланд у округу Санкт Вендел. Општина се налази на надморској висини од 301 метра. Површина општине износи 39,7 km². У самом мјесту је, према процјени из 2010. године, живјело 10.983 становника. Просјечна густина становништва износи 276 становника/km².

## Међународна сарадња
| Мјесто    | Држава    | Врста сарадње | Од    |
| --------- | --------- | ------------- | ----- |
| Бертришан | Француска | партнерство   | 2000. |
| Извор     |           |               |       |